# San Miguel (Boconó)
Pour les articles homonymes, voir San Miguel.
San Miguel est l'une des douze paroisses civiles de la municipalité de Boconó dans l'État de Trujillo au Venezuela. Sa capitale est San Miguel.